# Vanessa Veiga
Vanessa Veiga (Gondomar, Pontevedra, 20 de julio de 1979) es una corredora de fondo española. Compitió en el maratón de los Juegos Olímpicos de Verano de 2012, ubicándose en el puesto 97 con un tiempo de 2:46:53. Ganó el 2013 Maratón de Madrid. 

## Trayectoria profesional
Debutó internacionalmente en 1998  en el Campeonato Mundial de Cross Country del International Amateur Athletic Federation (IAAF), donde terminó en el lugar número 35 en la sección de junior. Empezó su carrera en eventos de pista  larga distancia. Compitió en el 2001 en el Campeonato Europeo de Atletismo U23, colocándose en el  séptimo puesto en los 10,000 metros. Después que en 2003  dejó de participar en carreras profesionales y centrarse en sus tres hijos y su familia.
Veiga regresó a la a acción en 2010, corriendo en cross country, y en los Campeonatos de Atletismo españoles, donde  llegó en tercer lugar en los 10 mil metros. El año siguiente  consiguió un mejor de tiempo de 33:34.56 minutos  en la Copa Europea de 10 mil metros, colocándose en el decimonoveno puesto. Ganó el título español en dos de los medios maratones, en 2011 ganó con un tiempo de 2:32:57, marca que le permitió su cualificación para las Olimpiadas de Londres en 2012 .
En el Medio Maratón de Granollers a principios de 2012, logró una mejor marca personal de 72:45 minutos  . Corrió de nuevo en la Copa de Europa de 10 mil metros logrando el trigésimo puesto en esa ocasión.
Fue una de las tres mujeres españolas que corrieron en el Maratón Olímpico de 2012 (junto a Alessandra Aguilar y María Elena Espeso ), terminando una distancia en 2:46:53 horas, a catorce minutos de su mejor marca y en el puesto 97.
En 2013 ganó en abril el Maratón de Madrid y el Medio Maratón en 2015.

## Récords personales
- 3000 metros – 9:25.54 min (1998, interior)[7]
- 5000 metros – 16:15.03 min (2001)[7]
- 10,000 metros – 33:34.56 min (2011)[8]
- Maratón medio – 1:12:45 (2012)[8]
- Maratón – 2:32:57 (2012)[8]